# بيتر ساند
بيتر ساند (بالدنماركية: Peter Sand)‏ (19 يوليو 1972 في الدنمارك - ) هو لاعب كرة قدم دانمركي في مركز الوسط. شارك مع منتخب الدنمارك لكرة القدم. أما مع النوادي، فقد لعب مع آرهوس جمناستيك فورينينغ ونادي بارنسلي ونادي بروندبي ونادي ستابك ونادي سوندرييسكه ونادي فريماد أماغر ونادي ميتييلاند وØlstykke FC ‏.

## وصلات خارجية
- بيتر ساند على موقع قاعدة بيانات كرة القدم.إي يو (الإنجليزية)
- بيتر ساند على موقع عالم كرة القدم.نت (الإنجليزية)